# Franklin (clase)
Franklin era la denominación de una categoría social en la Inglaterra medieval, entre los siglos XII y XV. Era una forma de freeman (hombre libre); al no ser un siervo sometido al sistema feudal (es decir, no estaba vinculado a la tierra).
La clase de los franklin se componía de personas no solamente libres de la servidumbre feudal, sino también titulares de propiedad libre de tierras; aunque su condición de plebeyos les situaba socialmente por debajo de la gentry de caballeros, escuderos y gentilhombres (knights, esquire, gentlemen), que componían los estratos inferiores de la clase alta (a su vez por debajo de la nobleza titulada inglesa -nobility- de barones, vizcondes, condes, marqueses y duques -barons, viscounts, earls/counts, marquis, dukes-). Los franklin representaban el germen de una clase media de propietarios que, al contrario que la bourgeoisie continental, tenía la base de su riqueza en el campo y no en la ciudad.
La Carta Magna les otorga derechos no disfrutados por el campesinado:

No free man shall be seized or imprisoned, or stripped of his rights or possessions, or outlawed or exiled. Nor will we proceed with force against him. Except by the lawful judgement of his equals or by the law of the land. To no one will we sell, to no one deny or delay right or justice.
Ningún hombre libre podrá ser detenido o encarcelado o privado de sus derechos o de sus bienes, ni puesto fuera de la ley ni desterrado o privado de su rango de cualquier otra forma, ni usaremos de la fuerza contra el ni enviaremos a otros que lo hagan, sino en virtud de sentencia judicial de sus pares y con arreglo a la ley del reino. No venderemos, denegaremos ni retrasaremos a nadie su derecho a la justicia.

## Historia y etimología
Con el final del feudalismo, el rango desapareció como entidad diferenciada, aplicándose la condición de "hombre libre" (free man) a la población en general (free born englishman -"inglés nacido libre"-); preservándose la memoria de tal clase en el uso de su nombre como apellido, como ocurre también con la forma Fry.
La etimología de ambos términos proviene del antiguo inglés frig ("nacido libre"). En inglés medieval los vocablos franklen, frankeleyn, francoleyn, derivaron del anglo-latín francalanus (el que poseía francalia, "territororio poseído sin obligaciones"). La palabra franklin evolucionó para significar freeholder ("libre poseedor"); es decir, el que mantiene un título de propiedad inmobiliaria en fee simple (una de las formas de estate in land). Para los siglos XIV y XV franklin designaba la clase de los propietarios de tierras (landowners) de rango inferior a la landed gentry ("gentry o baja nobleza territorial"). También se ha propuesto la etimología anglo-francesa fraunclein ("poseedor de tierras libre, pero no de noble cuna"), del antiguo francés franc ("libre") + -lein, -ling, vocablo formado con el mismo modelo que chamberlain ("chambelán"); todos ellos provenientes del bajo latín francus ("libre" o "hombre libre"), del idioma fráncico *Frank ("hombre libre", "miembro del pueblo franco"); cognata con el antiguo alto alemán Franko.
Al contrario que otros términos de la época, franklin no tiene uso actual. Varios apellidos ingleses derivan de él o del antiguo francés franchomme; compuesto de los elementos franc ("libre") y homme ("hombre"), combinado con los sufijos '-combe' y '-ham': Francombe, Frankcomb, Francom, Frankcom, Frankham y otros.

## Literatura
- Un franklin protagoniza The Franklin's Tale,[8] uno de Los cuentos de Canterbury de Chaucer.
- Lo es Cedric of Rotherwood, personaje de la novela histórica Ivanhoe, de Walter Scott.[9]
- Georgette Heyer usa el término en su novela histórica ambientada en el siglo XI (The Conqueror, 1931).[10]
- La tetralogía noruega de Sigrid Undset (The Master of Hestviken, 1925-1927 -en su idioma original Olav Audunssøn i Hestviken y Olav Audunssøn og Hans Børn) tiene como protagonista a un personaje de una categoría social semejante, que en la traducción inglesa se equipara a un franklin.[11]